# 栗头噪鹛
栗头噪鹛（学名：Pterorhinus mitratus）是画眉科噪鹛属的一种，分布于文莱、泰国、印度尼西亚和马来西亚。该物种的保护状况被评为无危。
栗头噪鹛的平均体重约为62.0克。栖息地包括亚热带或热带的湿润低地林、亚热带或热带严重退化的前森林、亚热带或热带的湿润山地林和耕地。